# Nemipterus aurora
Nemipterus aurora är en fiskart som beskrevs av Russell, 1993. Nemipterus aurorus ingår i släktet Nemipterus och familjen Nemipteridae. Inga underarter finns listade i Catalogue of Life.